# Margarochroma
Margarochroma là một chi bướm đêm thuộc họ Crambidae.